# 24ª edizione dei Satellite Awards
La cerimonia di premiazione della 24ª edizione dei Satellite Awards si è tenuta a Los Angeles, California, il 1º marzo 2020. Le candidature sono state annunciate il 3 dicembre 2019 e i vincitori annunciati il 19 dicembre 2019.

## Vincitori e candidati
I vincitori saranno indicati in grassetto, a seguire gli altri candidati.

### Cinema

#### Miglior film drammatico
- Le Mans '66 - La grande sfida (Ford v Ferrari), regia di James Mangold
- 1917, regia di Sam Mendes
- Bombshell - La voce dello scandalo (Bombshell), regia di Jay Roach
- Burning Cane, regia di Phillip Youmans
- I due papi (The Two Popes), regia di Fernando Meirelles
- Joker, regia di Todd Phillips
- The Lighthouse, regia di Robert Eggers
- Storia di un matrimonio (Marriage Story), regia di Noah Baumbach

#### Miglior film commedia o musicale
- C'era una volta a... Hollywood (Once Upon a Time... in Hollywood), regia di Quentin Tarantino
- Cena con delitto - Knives Out (Knives Out), regia di Rian Johnson
- Diamanti grezzi (Uncut Gems), regia di Josh e Benny Safdie
- The Farewell - Una bugia buona (The Farewell), regia di Lulu Wang
- Le ragazze di Wall Street - Business Is Business (Hustlers), regia di Lorene Scafaria
- Rocketman, regia di Dexter Fletcher

#### Miglior attore in un film drammatico
- Christian Bale – Le Mans '66 - La grande sfida (Ford v Ferrari)
- Antonio Banderas – Dolor y gloria
- Adam Driver – Storia di un matrimonio (Marriage Story)
- George MacKay – 1917
- Joaquin Phoenix – Joker
- Mark Ruffalo – Cattive acque (Dark Waters)

#### Miglior attrice in un film drammatico
- Scarlett Johansson – Storia di un matrimonio (Marriage Story)
- Cynthia Erivo – Harriet
- Helen Mirren – L'inganno perfetto (The Good Liar)
- Charlize Theron – Bombshell - La voce dello scandalo (Bombshell)
- Alfre Woodard – Clemency
- Renée Zellweger – Judy

#### Miglior attore in un film commedia o musicale
- Taron Egerton – Rocketman
- Daniel Craig – Cena con delitto - Knives Out (Knives Out)
- Leonardo DiCaprio – C'era una volta a... Hollywood (Once Upon a Time... in Hollywood)
- Eddie Murphy – Dolemite Is My Name
- Adam Sandler – Diamanti grezzi (Uncut Gems)
- Taika Waititi – Jojo Rabbit

#### Miglior attrice in un film commedia o musicale
- Awkwafina – The Farewell - Una bugia buona (The Farewell)
- Ana de Armas – Cena con delitto - Knives Out (Knives Out)
- Julianne Moore – Gloria Bell
- Constance Wu – Le ragazze di Wall Street - Business Is Business (Hustlers)

#### Miglior attore non protagonista
- Willem Dafoe – The Lighthouse
- Tom Hanks – Un amico straordinario (A Beautiful Day in The Neighborhood)
- Anthony Hopkins – I due papi (The Two Popes)
- Joe Pesci – The Irishman
- Wendell Pierce – Burning Cane
- Brad Pitt – C'era una volta a... Hollywood (Once Upon a Time... in Hollywood)

#### Miglior attrice non protagonista
- Jennifer Lopez – Le ragazze di Wall Street - Business Is Business (Hustlers)
- Penélope Cruz – Dolor y gloria
- Laura Dern – Storia di un matrimonio (Marriage Story)
- Nicole Kidman – Bombshell - La voce dello scandalo (Bombshell)
- Margot Robbie – Bombshell - La voce dello scandalo (Bombshell)
- Zhao Shuzhen – The Farewell - Una bugia buona (The Farewell)

#### Miglior regista
- James Mangold – Le Mans '66 - La grande sfida (Ford v Ferrari)
- Pedro Almodóvar – Dolor y gloria
- Noah Baumbach – Storia di un matrimonio (Marriage Story)
- Bong Joon-ho – Parasite (Gisaengchung)
- Sam Mendes – 1917
- Quentin Tarantino – C'era una volta a... Hollywood (Once Upon a Time... in Hollywood)

#### Miglior sceneggiatura originale
- Noah Baumbach – Storia di un matrimonio (Marriage Story)
- Pedro Almodóvar – Dolor y gloria
- Bong Joon-ho – Parasite (Gisaengchung)
- Jez Butterworth, John-Henry Butterworth e Jason Keller – Le Mans '66 - La grande sfida (Ford v Ferrari)
- Quentin Tarantino – C'era una volta a... Hollywood (Once Upon a Time... in Hollywood)
- Lulu Wang – The Farewell - Una bugia buona (The Farewell)

#### Miglior sceneggiatura non originale
- Todd Phillips e Scott Silver – Joker
- Matthew Michael Carnahan, Mario Correa e Nathaniel Rich – Cattive acque (Dark Waters)
- Anthony McCarten – I due papi (The Two Popes)
- Edward Norton – Motherless Brooklyn - I segreti di una città (Motherless Brooklyn)
- Taika Waititi – Jojo Rabbit
- Steven Zaillian – The Irishman

#### Miglior film d'animazione o a tecnica mista
- Il re leone (The Lion King), regia di Jon Favreau
- Alita - Angelo della battaglia (Alita: Battle Angel), regia di Robert Rodriguez
- Buñuel - Nel labirinto delle tartarughe (Buñuel en el laberinto de las tortugas), regia di Salvador Simó
- Dragon Trainer - Il mondo nascosto (How to Train Your Dragon: The Hidden World), regia di Dean DeBlois
- Shaun, vita da pecora: Farmageddon - Il film (A Shaun the Sheep Movie: Farmageddon), regia di Will Becher e Richard Phelan
- Toy Story 4, regia di Josh Cooley
- Weathering with You (Tenki no ko), regia di Makoto Shinkai

#### Miglior film straniero
- Tõde ja õigus, regia di Tanel Toom (Estonia)
- Atlantique, regia di Mati Diop (Senegal)
- Dolor y gloria, regia di Pedro Almodóvar (Spagna)
- I miserabili (Les Misérables), regia di Ladj Ly (Francia)
- Nabarvené ptáče, regia di Václav Marhoul (Repubblica Ceca)
- Parasite (Gisaengchung), regia di Bong Joon-ho (Corea del Sud)
- La ragazza d'autunno (Dylda), regia di Kantemir Balagov (Russia)
- Ritratto della giovane in fiamme (Portrait de la jeune fille en feu), regia di Céline Sciamma (Francia)

#### Miglior documentario
- 63 Up, regia di Michael Apted
- Apollo 11, regia di Todd Douglas Miller
- The Apollo, regia di Roger Ross Williams
- The Cave - Miracolo nella grotta (The Cave), regia di Tom Waller
- Citizen K, regia di Alex Gibney
- Alla mia piccola Sama (For Sama), regia di Waad al-Kateab e Edward Watts
- Honeyland (Medena zemja), regia di Tamara Kotevska e Ljubomir Stefanov
- One Child Nation, regia di Nanfu Wang e Jialing Zhang

#### Miglior fotografia
- Roger Deakins – 1917
- Phedon Papamichael – Le Mans '66 - La grande sfida (Ford v Ferrari)
- Dick Pope – Motherless Brooklyn - I segreti di una città (Motherless Brooklyn)
- Rodrigo Prieto – The Irishman
- George Richmond – Rocketman
- Lawrence Sher –  Joker

#### Miglior colonna sonora originale
- Hildur Guðnadóttir – Joker
- Marco Beltrami e Buck Sanders – Le Mans '66 - La grande sfida (Ford v Ferrari)
- Terence Blanchard – Harriet
- Randy Newman – Storia di un matrimonio (Marriage Story)
- Thomas Newman – 1917
- Robbie Robertson – The Irishman

#### Miglior canzone originale
- (I'm Gonna) Love Me Again – Rocketman
- The Ballade of the Lonesome Cowboy – Toy Story 4
- Don't Call Me Angel – Charlie's Angels
- Into the Unknown – Frozen II - Il segreto di Arendelle (Frozen II)
- Spirit – Il re leone (The Lion King)
- Swan Song – Alita - Angelo della battaglia (Alita: Battle Angel)

#### Migliori effetti visivi
- Joe Letteri e Eric Saindon – Alita - Angelo della battaglia (Alita: Battle Angel)
- Dan DeLeeuw, Matt Aitken Russell Earl e Dan Sudick – Avengers: Endgame
- Robert Legato, Andrew R. Jones, Adam Valdez e Elliot Newman – Il re leone (The Lion King)
- Olivier Dumont, Mark Byers e Kathy Segal – Le Mans '66 - La grande sfida (Ford v Ferrari)
- Edwin Rivera, Mathew Giampa e Bryan Godwin – Joker
- Pablo Helman – The Irishman

#### Miglior montaggio
- Andrew Buckland e Michael McCusker – Le Mans '66 - La grande sfida (Ford v Ferrari)
- Chris Dickens – Rocketman
- Jeff Groth – Joker
- Jennifer Lame – Storia di un matrimonio (Marriage Story)
- Thelma Schoonmaker – The Irishman
- Lee Smith – 1917

#### Miglior scenografia
- Beth Mickle e Michael Ahern – Motherless Brooklyn - I segreti di una città (Motherless Brooklyn)
- Dennis Gassner e Lee Sandales – 1917
- François Audouy e Peter Lando – Le Mans '66 - La grande sfida (Ford v Ferrari)
- Mark Friedberg e Laura Ballinger – Joker
- Barbara Ling e Nancy Haigh – C'era una volta a... Hollywood (Once Upon a Time... in Hollywood)
- Mark Tildesley e Saverio Sammali – I due papi (The Two Popes)

#### Migliori costumi
- Ruth Carter – Dolemite Is My Name
- Mark Bridges – Joker
- Luka Canfora – I due papi (The Two Popes)
- Julian Day – Rocketman
- Caroline McCall, Anna Robbins, Susannah Buxton e Rosalind Ebbutt – Downton Abbey
- Jany Temime – Judy

#### Miglior sonoro
- Donald Sylvester, Paul Massey, David Giammarco e Steven A. Morrow – Le Mans '66 - La grande sfida (Ford v Ferrari)
- Oliver Tarney, Stuart Wilson, Scott Millan e Mark Taylor – 1917
- Shannon Mills, Daniel Laurie, Tom Johnson, Juan Peralta e John Pritchett – Avengers: Endgame
- Alan Robert Murray, Tom Ozanich e Dean Zupancic – Joker
- Wylie Stateman, Mark Ulano, Michael Minkler e Christian P. Minkler – C'era una volta a... Hollywood (Once Upon a Time... in Hollywood)
- Matthew Collinge e John Hayes – Rocketman

### Televisione

#### Miglior serie drammatica
- Succession
- The Affair - Una relazione pericolosa (The Affair)
- The Crown
- Killing Eve
- Mindhunter
- Mr. Mercedes

#### Miglior serie commedia o musicale
- Fleabag
- Barry
- The Good Place
- Il metodo Kominsky (The Kominsky Method)
- The Righteous Gemstones
- Russian Doll

#### Miglior serie tv di genere
- Stranger Things
- Carnival Row
- His Dark Materials - Queste oscure materie (His Dark Materials)
- The Terror
- Il Trono di Spade (Game of Thrones)
- Watchmen

#### Miglior miniserie
- Chernobyl
- The Act
- Fosse/Verdon
- Unbelievable
- When They See Us
- Years and Years

#### Miglior film TV
- El Camino - Il film di Breaking Bad (El Camino: A Breaking Bad Movie), regia di Vince Gilligan
- Brexit: The Uncivil War, regia di Toby Haynes
- Brittany Runs a Marathon, regia di Paul Downs Colaizzo
- Deadwood - Il film (Deadwood: The Movie), regia di Daniel Minahan
- Highwaymen - L'ultima imboscata (Highwaymen), regia di John Lee Hancock

#### Miglior attore in una serie drammatica
- Tobias Menzies – The Crown
- Brian Cox – Succession
- Brendan Gleeson – Mr. Mercedes
- Jonathan Groff – Mindhunters
- Damian Lewis – Billions
- Billy Bob Thornton – Goliath

#### Miglior attore in una serie commedia o musicale
- Thomas Middleditch – Silicon Valley
- Ted Danson – The Good Place
- Michael Douglas – Il metodo Kominsky (The Kominsky Method)
- Bill Hader – Barry
- Eugene Levi – Schitt's Creek
- Danny McBride – The Righteous Gemstones

#### Miglior attore in una miniserie o film per la televisione
- Jared Harris – Chernobyl
- Russell Crowe – The Loudest Voice - Sesso e potere (The Loudest Voice)
- Jharrel Jerome – When They See Us
- Aaron Paul – El Camino - Il film di Breaking Bad (El Camino: A Breaking Bad Movie)
- Chris Pine – I Am the Night
- Sam Rockwell – Fosse/Verdon

#### Miglior attrice in una serie drammatica
- Zendaya – Euphoria
- Olivia Colman – The Crown
- Jodie Comer – Killing Eve
- Regina King – Watchmen
- Sandra Oh – Killing Eve
- Maggie Siff – Billions

#### Miglior attrice in una serie commedia o musicale
- Phoebe Waller-Bridge – Fleabag
- Pamela Adlon – Better Things
- Christina Applegate – Amiche per la morte - Dead to Me (Dead to Me)
- Alison Brie – GLOW
- Natasha Lyonne – Russian Doll
- Catherine O'Hara – Schitt's Creek

#### Miglior attrice in una miniserie o film per la televisione
- Michelle Williams – Fosse/Verdon
- India Eisley – I Am the Night
- Aunjanue Ellis – When They See Us
- Joey King – The Act
- Helen Mirren – Caterina la Grande (Catherine the Great)
- Niecy Nash – When They See Us

#### Miglior attore non protagonista in una serie, miniserie o film per la televisione
- Jeremy Strong – Succession
- Alan Arkin – Il metodo Kominsky (The Kominsky Method)
- Walton Goggins – The Righteous Gemstones
- Dennis Quaid – Goliath
- Andrew Scott – Fleabag
- Stellan Skarsgård – Chernobyl

#### Miglior attrice non protagonista in una serie, miniserie o film per la televisione
- Olivia Colman – Fleabag
- Patricia Arquette – The Act
- Toni Collette – Unbelievable
- Meryl Streep – Big Little Lies
- Emily Watson – Chernobyl
- Naomi Watts – The Loudest Voice - Sesso e potere (The Loudest Voice)

## Riconoscimenti speciali

### Miglior cast cinematografico
- Cena con delitto - Knives Out (Knives Out), regia di Rian Johnson

### Miglior cast televisivo
- Succession

### Auteur Award
- Edward Norton - Motherless Brooklyn - I segreti di una città (Motherless Brooklyn)

### Miglior opera prima
- The Mustang, regia di Laure de Clermont-Tonnerre